# بيل ديكي (لاعب كرة قاعدة)
بيل ديكي (بالإنجليزية: Bill Dickey)‏ هو لاعب كرة قاعدة أمريكي، ولد في 5 يونيو 1907 في باستروب في الولايات المتحدة، وتوفي في 12 نوفمبر 1993 في ليتل روك في الولايات المتحدة.

## وصلات خارجية
- بيل ديكي على موقعبيزبول رفرنس.كوم (الدوري الرئيسي) (الإنجليزية)
- بيل ديكي على موقعبيزبول رفرنس.كوم (الدوري الثانوي) (الإنجليزية)
- بيل ديكي على موقع جمعية أبحاث البيسبول الأمريكية (الإنجليزية)
- بيل ديكي على موقع مشجعي الرسوم البيانية (الإنجليزية)
- بيل ديكي على موقع قاعة مشاهير كرة القاعدة (الإنجليزية)
- بيل ديكي على موقع قاعة لويزيانا للمشاهير الرياضية (الإنجليزية)
- بيل ديكي على موقع IMDb (الإنجليزية)
- بيل ديكي على موقع الموسوعة البريطانية (الإنجليزية)
- بيل ديكي على موقع إن إن دي بي (الإنجليزية)